# Unió de Pagesos de Catalunya

Verbreitungsgebiet

Die Unió de Pagesos de Catalunya (UP) (katalanisch: pagesos – deutsch: Bauern) ist der größte Bauernverband im katalanischen Sprachraum. Seit 1974 vertritt sie die Interessen der Landwirtschaft in der Region und gilt als eine der einflussreichsten Organisationen des Landes. Historisch bedingt ist die Unió de Pagesos politisch eng mit den spanischen Volksparteien verbunden.
Der Verband gliedert sich in Berufsorganisationen und Fachverbände aus dem Bereich tierische Produktion, Pflanzenbau und weitere Genossenschaftsverbände aus sonstigen Bereichen der Landwirtschaft. Der Hauptsitz der Unió de Pagesos befindet sich in Barcelona, sie hat 40 Geschäftsstellen in Katalonien sowie drei selbständige Organisationen für die Baleareninseln.
Der Verband definiert sich als eine professionelle, nationale, demokratische, einheitliche, unabhängige und progressive Organisation mit folgenden Hauptaufgaben und Zielen: Angebot verschiedener Dienstleistungen für Landwirte, Erhalt des bäuerlichen Familienbetriebs, angemessenes Einkommen für die Bauern, Einflussnahme auf die gesetzlichen Rahmenbedingungen, sinnvolle Nutzung des Bodens, Erzeugung von Qualitätsprodukten mittels transparenter Produktionsverfahren und Herkunftsbezeichnungen, Schutz des Kulturlandes und Schonung der Natur.
Das zur Unió de Pagesos gehörende Unternehmen Agroxarxa SL bietet umfassende Dienstleistungen für die Landwirte an: Agrar- und Umwelttechnik, Management, Beratung und Finanzverwaltung, Buchhaltungs- und Handelsunterlagen. Die Gruppierung Betriebsführung (AGE) befasst sich mit der Vorbereitung der Buchführung, Beratung und Steuerverfahren sowie der Bewertung und Bearbeitung von Zuschüssen und Subventionen. Die Unió de Pagesos bietet auch Beratung und Schutz im Falle der Enteignung oder Legalisierungen von Bauernhöfen und landwirtschaftlichen Nutzflächen oder vermittelt Versicherungen der allgemeinen Landwirtschaft. Der Verband verfügt über eigene Anwälte, die von den Mitgliedern zur Beratung bei Rechtsstreitigkeiten in landwirtschaftlichen Fragen konsultiert werden können.
Einer ihrer Schwerpunkte liegt in der Förderung junger Landwirte in der Region. Die Ausbildungsaktivitäten der Bauern-Union von Katalonien werden durch den Europäischen Sozialfonds, das Ministerium für Landwirtschaft, Fischerei und Ernährung und das Ministerium für Arbeit und soziale Angelegenheiten (Instituto Nacional de Empleo) finanziert.
Die Unió de Pagesos de Catalunya gehört zu den Pionieren des Internets in Katalonien.